# DB Baureihe 120
DB Baureihe 120 är ett tyskt ellok som tidigare använts av den tyska tågoperatören DB. Typen drog huvudsakligen intercitytåg från dess introduktion 1980 fram tills det sista loket togs ur aktiv tjänst den 5 juli 2020. BR 120 var efterträdaren till den äldre lokklassen BR 103 och BR 120 ersattes i sin tur av BR 101.

## Bakgrund och design
Den första prototypen för klassen byggdes 1979 och var då ett av de första elloken att använda sig av trefasmotorer. Loket var tänkt att bli ett universallok som både skulle kunna dra passagerartåg i höga hastigheter samt dra tunga godståg. Elektroniken i loket var tillräcklig för att klara av båda uppgifterna, men mekaniken i loket uppnådde inte samma kvalitet, mycket på grund av att den tunga elektroniken gjorde det nödvändigt med lättviktsmekanik, något som gjorde att mekaniken försämrades. Efter flera år av tester så bestämde sig till slut DB för att beställa 60 lok av den något modifierade klassen 120.1, loken kom att levereras mellan 1986 och 1988. I originalplanerna för konstruktionen så planerades det för att cirka 2000 lok skulle byggas, en plan som fick överges på grund av lokets dåliga förmåga som universallok samt privatiseringen av DB. Många senare lok har använt sig av teknologi som först användes i BR 120, den närmaste släktingen är det norska EL-17, som i princip har samma drivlina som BR 120.

## Galleri

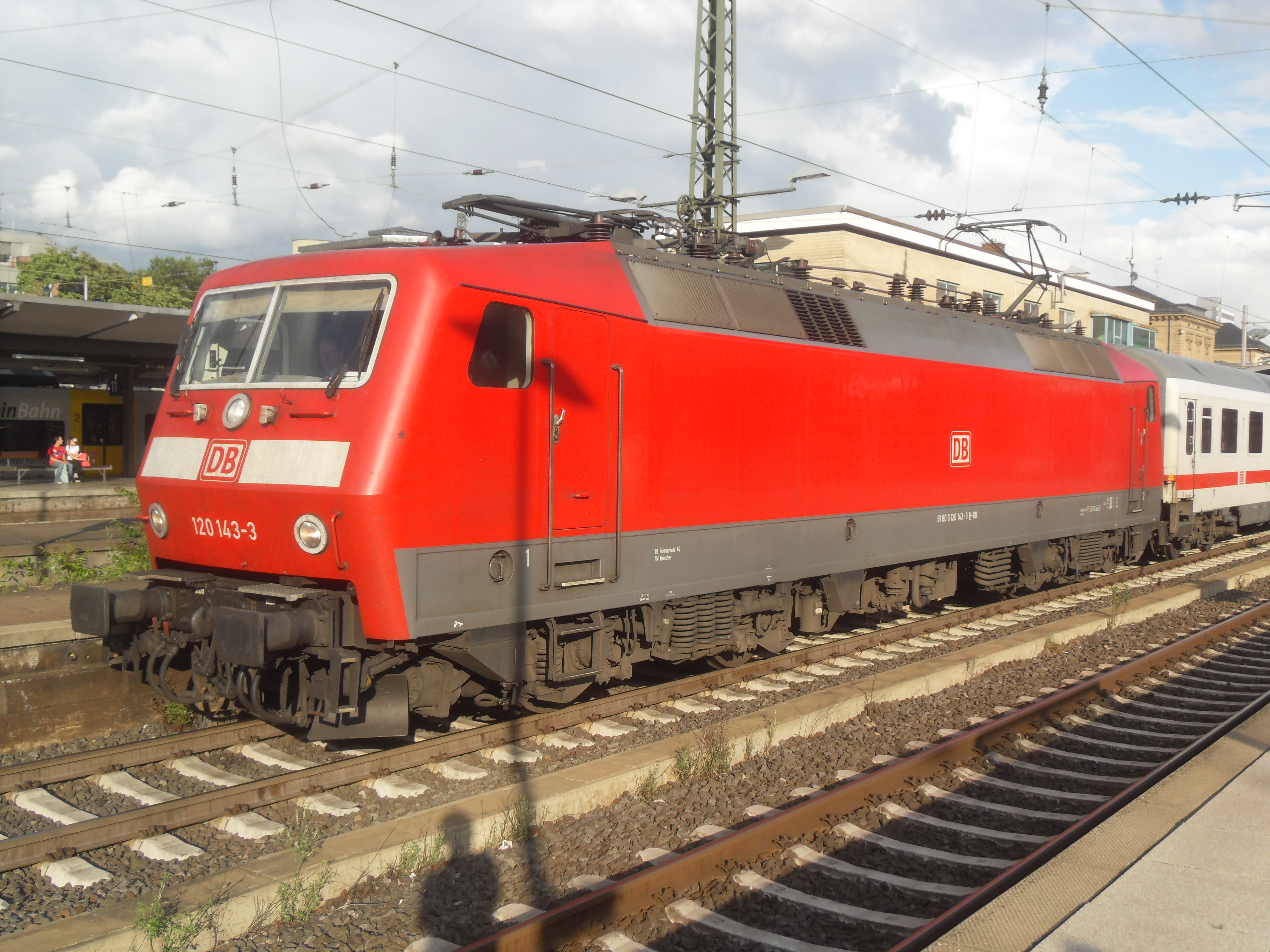
BR 120 på Mainz centralstation.
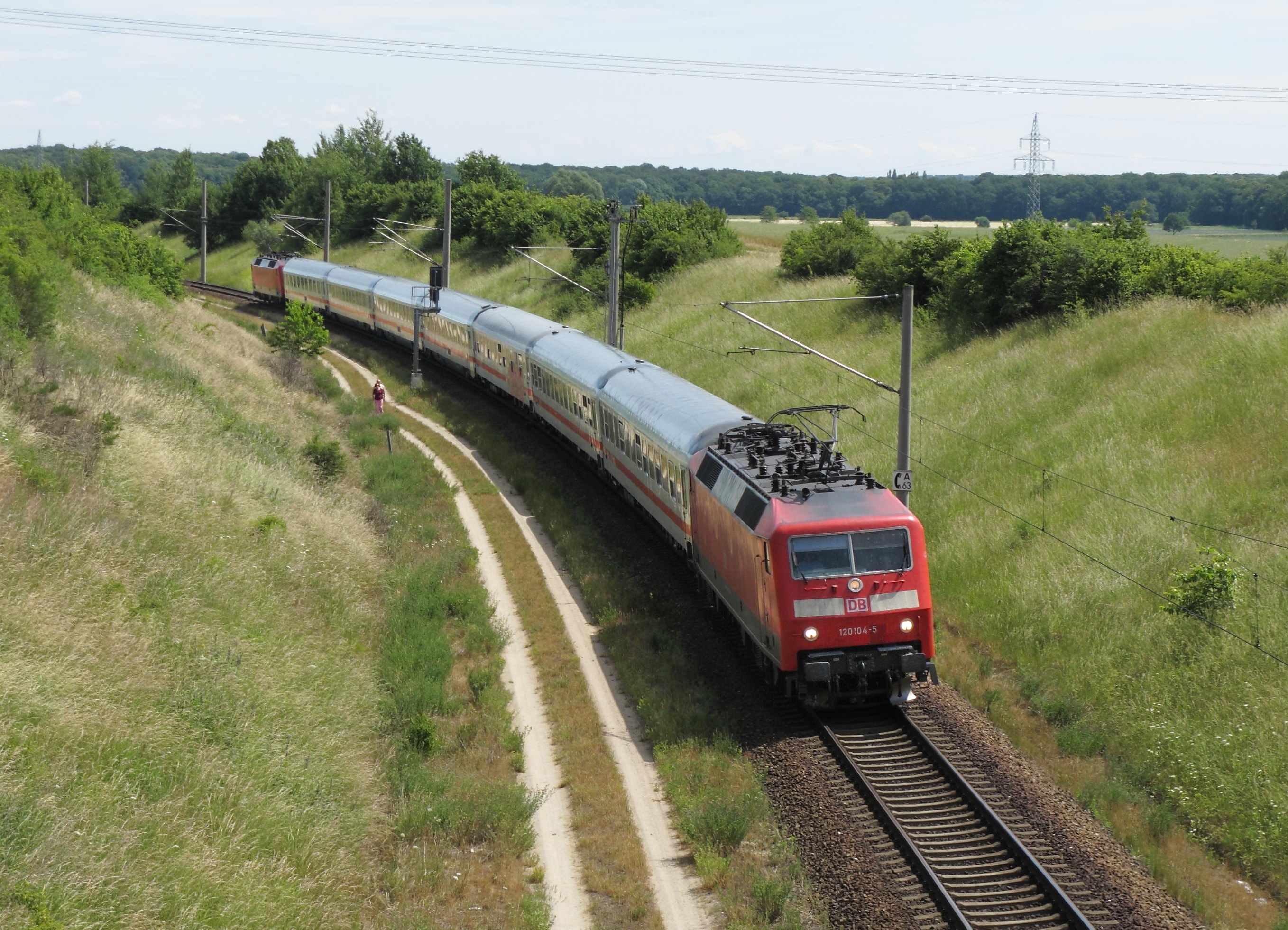
Två BR 120 drar ett intercitytåg i närheten av Braunschweig.